# Michael Forsmark Poulsen
Michael Forsmark Poulsen (27. april 1966 i Bistrup) er en dansk fotograf.
I 1998 blev der udøvet hærværk mod Den Lille Havfrue, som fik skåret hovedet af. Forsmark anmeldte hærværket til politiet med den forklaring, at han havde modtaget et anonymt tip fra gerningsmændene. Da politiet ankom til Den Lille Havfrue, var Forsmark allerede tilstede og fotograferede og optog derfor som den første hærværket.
Optagelserne blev solgt til tv-stationer og aviser over hele verden, hvilket indbragte Forsmark mere end 100.000 kr. i betalinger for billeder og video.
Tre dage efter hærværket blev det afskårne hoved afleveret ved TvDanmarks studier efter aftale med stationens nyhedschef, Jens Høvsgaard, som på vegne af stationen havde udlovet en dusør. Politiet valgte efterfølgende at anholde og sigte Forsmark for selv at have udført hærværket. Politiet måtte i november 1998 senere frafalde sigtelse på grund af manglende beviser.
I 2018 kom det frem i en bog af Jens Høvsgaard, at Forsmark erkender at have stået bag hærværket mod Den Lille Havfrue i 1998. Den blev sidenhen bekræftet af Forsmark selv i en DR Dokumentar i 2021. 